# Negasso Gidada
Negasso Gidada (Dembidolo, 8 settembre 1943 – Francoforte sul Meno, 27 aprile 2019) è stato un politico etiope, Presidente dell'Etiopia dal 1995 al 2001.